# Pericnemis flavicornis
Pericnemis flavicornis – gatunek ważki z rodziny łątkowatych (Coenagrionidae). Endemit filipińskiej wyspy Luzon.